# Bidis
Bidis va ser una petita ciutat de Sicília esmentada per Ciceró que explica la persecució que va fer Verres d'un dels seus principals ciutadans de nom Epícrates. Ciceró diu que era un oppidum situat no gaire lluny de Siracusa.
Va ser municipi romà i Plini el vell l'esmenta com a ciutat estipendiària. Era a uns 30 km de Siracusa cap a l'interior. És l'actual Bidino. L'església que n'ocupa el lloc es diu San Giovanni di Bidino.